# Maurice Barrier
Maurice Barrier (Malicorne-sur-Sarthe, 8 giugno 1932 – Montbard, 12 aprile 2020) è stato un attore francese.

## Biografia
Figlio di un ebanista, esordì in teatro alla fine degli anni Cinquanta, in Sei personaggi in cerca d'autore. Per tutta la carriera si divise fra teatro e cinema, dove fece da spalla per attori di grido come Jean Gabin, Pierre Richard, Gérard Depardieu, Jean-Paul Belmondo e Alain Delon. Fu diretto da Roberto Rossellini in La presa del potere da parte di Luigi XIV, da Federico Fellini in E la nave va e da Bertrand Tavernier in La vita e niente altro. Dotato di una bella voce, prese parte ad alcuni musical.
Maurice Barrier è morto nell'aprile del 2020 all'età di 87 anni, per complicazioni da COVID-19.

## Filmografia
- Gli sposi dell'anno secondo (Les mariés de l'an II), regia di Jean-Paul Rappeneau (1971)
- Alto, biondo e... con una scarpa nera (Le Grand Blond avec une chaussure noire), regia di Yves Robert (1972)
- Quelli della banda Beretta (Le gang des otages), regia di Édouard Molinaro (1973)
- Due contro la città (Deux Hommes dans la ville), regia di José Giovanni (1973)
- L'idolo della città (Salut l'artiste), regia di Yves Robert (1973)
- Flic Story, regia di Jacques Deray (1975)
- Lo Zingaro (Le Gitan), regia di José Giovanni (1975)
- Bianco e nero a colori (La Victoire en chantant), regia di Jean-Jacques Annaud (1976)
- La gang del parigino (Le gang), regia di Jacques Deray (1977)
- Il sostituto (Coup de tête), regia di Jean-Jacques Annaud (1979)
- Il ritorno di Martin Guerre (Le retour de Martin Guerre), regia di Daniel Vigne (1983)
- The Polite Kings, regia di Philippe Setbon - Cortometraggio (1983)
- E la nave va, regia di Federico Fellini (1983)
- Professione: poliziotto (Le Marginal), regia di Jacques Deray (1983)
- Les compères - Noi siamo tuo padre (Les Compères), regia di Francis Veber (1983)
- La Nuit de Santa-Claus, regia di Vincent de Brus - Cortometraggio (1984)
- The Specialists, regia di Patrice Leconte (1985)
- Moriamo solo due volte, regia di Jacques Deray (1985)
- Una donna o due, regia di Daniel Vigne (1985)
- Scout toujours, regia di Gérard Jugnot (1985)
- Via di partenza, regia di Tony Gatlif (1986)
- The Fugitives, regia di Francis Veber (1986)
- Charlie Dingo, regia di Gilles Béhat (1987)
- La vita e niente altro (La vie et rien d'autre), regia di Bertrand Tavernier (1989)
- Rouget il bracconiere, regia di Gilles Cousin (1989)
- Louis, re bambino, regia di Roger Planchon (1993)
- Justinien Found o Il bastardo di Dio, regia di Christian Fechner (1993)
- Il paese più bello del mondo, regia di Marcel Bluwal (1999)
- Quasi sposato (Marié(s) ou presque), regia di Franck Llopis (2008)